# Nationale Union der Künstler der Ukraine
Die Nationale Union der Künstler der Ukraine (ukrainisch Спілка художників України) ist eine 1938 gegründete ukrainische Organisation von Künstlern und Kunstkritikern. Zu den Mitgliedern zählen Künstler, Grafiker, Bildhauer, Meister der dekorativen Künste und Kunstkritiker. Ihr Sitz befindet sich in Kiew.

## Geschichte
Der Gründung der Union gingen verschiedene Gemeinschaften und Vereinigungen voraus, die in der ersten Hälfte des 19. Jahrhunderts entstanden sind. Die Wiederbelebung des künstlerischen Lebens in der Ukraine während des 19. und frühen 20. Jahrhunderts, die Bildung von regionalen Kunstschulen in Kiew, Charkiw, Odessa und Lemberg sowie die Eröffnung der Ukrainischen Akademie der Künste im Jahr 1917 (heute: Nationale Akademie der Bildenden Künste und Architektur) waren wichtige Voraussetzungen für die Konsolidierung der Künstler zu einer gemeinsamen Organisation.
1933 wurde in Charkiw ein Organisationskomitee gebildet, das die Gründung der Union der sowjetischen Künstler der Ukraine vorbereitete. Am 27. Oktober 1938 fand die Gründung der Organisation statt. Sie war Teil des Verbandes der Künstler der UdSSR und wurde von Beginn an streng von der Kommunistischen Partei kontrolliert. Am 7. September 1939 verabschiedete die Ukrainische SSR die Satzung des Verbandes, welche den Status als freiwillige Organisation definierte, in der Angehörige der bildenden Künste sowie Personen, die in diesem Bereich forschen, zusammengeschlossen sind. Gegen Ende der 1980er Jahre löste sich die Organisation von der Parteikontrolle und dem sozialistischen Realismus, der seitdem nicht mehr als einziger künstlerischer Ansatz gilt.
1998 wurde der nationale Status verliehen. Zudem führte der Präsident Leonid Kutschma den Tag der Künstler ein, der jährlich am zweiten Sonntag im Oktober stattfindet.
Die Union ist derzeit im zentralen Künstlerhaus (Будинок художника) in Kiew aktiv und organisiert regelmäßig Ausstellungen für die Öffentlichkeit. Seit 1991 gibt sie zudem eine vierteljährlich erscheinende, illustrierte Zeitschrift namens Fine Art heraus, die sich mit dem aktuellen Zustand, der Geschichte, Theorie, Methodik, Ästhetik und Praxis der bildenden Künste in der Ukraine beschäftigt.

## Vorsitzende
- 1938–1941: Iwan Bojtschenko
- 1941–1944: Oleksandr Paschtschenko
- 1944–1949: Wassyl Kassijan
- 1949–1951: Oleksij Schowkunenko
- 1951–1955: Mychajlo Chmelko
- 1955–1962: Mychajlo Derehus
- 1962–1968: Wassyl Kassijan
- 1968–1982: Wassyl Borodaj
- 1982: Oleksandr Skoblikow
- 1983–1989: Oleksandr Lopuchow
- 1990–2021: Wolodymyr Tschepelyk
- seit 2021: Kostjantyn Tschernjawskyj

## Kongresse
Die Gründung der Organisation fand 1938 statt, dessen erster Kongress in Charkiw stattfand. Die folgenden Kongresse wurden in Kiew abgehalten und fanden alle fünf bis sechs Jahre statt.
- 1938: Erster Kongress
- 1956: Zweiter Kongress
- 1962: Dritter Kongress
- 1968: Vierter Kongress
- 1973: Fünfter Kongress
- 1977: Sechster Kongress
- 1982: Siebter Kongress